# Wilkowyja (Gniezno)
Pour les articles homonymes, voir Wilkowyja.

Carte allemande de la commune de Kłecko de 1919, le village de Wilkowyja était marqué comme Neu Paulsdorf

Wilkowyja (prononciation : [vilkɔˈvɨja]; allemand: Neu Paulsdorf) est un village polonais de la gmina de Kłecko dans le powiat de Gniezno de la voïvodie de Grande-Pologne dans le centre-ouest de la Pologne, sur le bord ouest de la vallée du lac Gorzuchowskie.
Il se situe à environ 4 kilomètres à l'ouest de Kłecko (siège de la gmina), à 19 kilomètres au nord-ouest de Gniezno (siège du powiat) et à 41 kilomètres au nord-est de Poznań (capitale régionale). De 1975 à 1998, le village faisait partie du territoire de la voïvodie de Poznań. Selon le recensement national de 2021, Wilkowyja était habitée par 387 habitants, dont 48,8 % de femmes et 51,2 % d'hommes. La partie principale du village avec des bâtiments résidentiels unifamiliaux est située près de la route de district 2154P, qui relie Wilkowyja à Polska Wieś et à la route provinciale n° 190. Dans le village, il y a des bâtiments historiques du tournant des 19e et 20e siècles , comprenant un ancien manoir et un bâtiment scolaire, une ancienne distillerie et le cimetière évangélique historique.

## Histoire
Wilkowyja était un village chevaleresque appartenant à la famille Junosza. La première mention du village remonte à 1580, lorsque le village paya la dîme à Kłecko. Cependant, une colonie existait probablement à cet endroit bien plus tôt, car Wilkowyja est mentionnée comme l'une des colonies de la forteresse de Kłecko. En 1793 l'héritier de Wilkowyja était Mikołaj Węsierski. Le 18 mars 1908, la ville a changé son nom en Neu Paulsdorf à la suite de la connexion avec le domaine du manoir de Polska Wieś (Gustsbezirke Paulsdorf).